# Борув (Стшелінський повіт)
Борув (пол. Borów, нім. Markt Bohrau) — село в Польщі, у гміні Борув Стшелінського повіту Нижньосілезького воєводства.
Населення — 766 осіб (2011).
У 1975-1998 роках село належало до Вроцлавського воєводства.

## Історія
Мав маґдебурзьке право з 1292 року. Протягом історії залишався малим містом, допоки в другій половині XIX століття не втратив міські права.
В 1945 році село поруйновано й окуповано Червоною Армією. 20 лютого 1945 року у Борові поховано українського поета Герася Соколенка, що служив у складі штрафної роти совєтського війська.
Згодом село передано до складу ПНР, попередніх жителів депортовано до НДР. В 1975–1998 роках село входило до складу Вроцлавського воєводства.

## Демографія
Демографічна структура станом на 31 березня 2011 року:
|          | Загалом | Допрацездатний вік | Працездатний вік | Постпрацездатний вік |
| -------- | ------- | ------------------ | ---------------- | -------------------- |
| Чоловіки | 385     | 85                 | 276              | 24                   |
| Жінки    | 381     | 63                 | 250              | 68                   |
| Разом    | 766     | 148                | 526              | 92                   |